# А-Капела (Іспанія)
А-Капела (гал. A Capela, ісп. Capela) — муніципалітет в Іспанії, у складі автономної спільноти Галісія, у провінції Ла-Корунья. Населення — 1417 осіб (2009).
Муніципалітет розташований на відстані близько 488 км на північний захід від Мадрида, 55 км на північний схід від Ла-Коруньї.
Муніципалітет складається з таких паррокій: Каавейро, Кабалар, Капела.

## Демографія
Динаміка населення (INE ):

## Галерея зображень

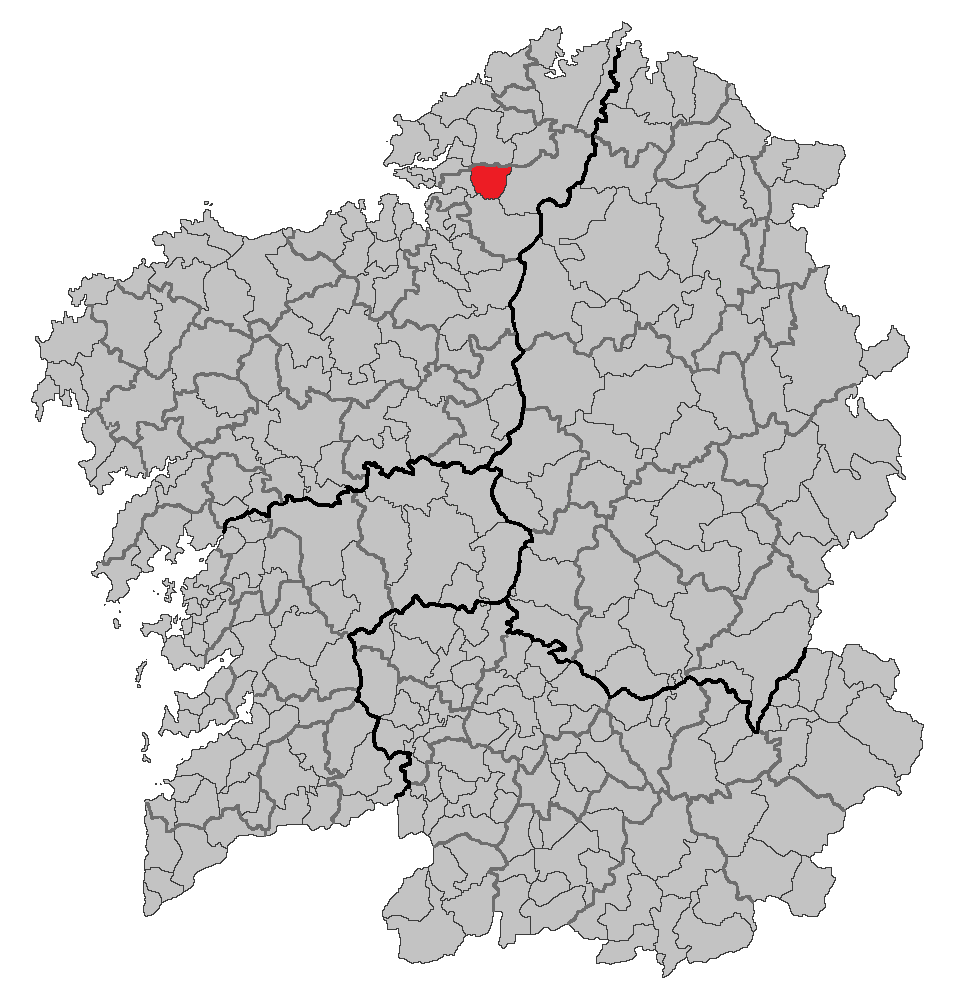
Розташування муніципалітету
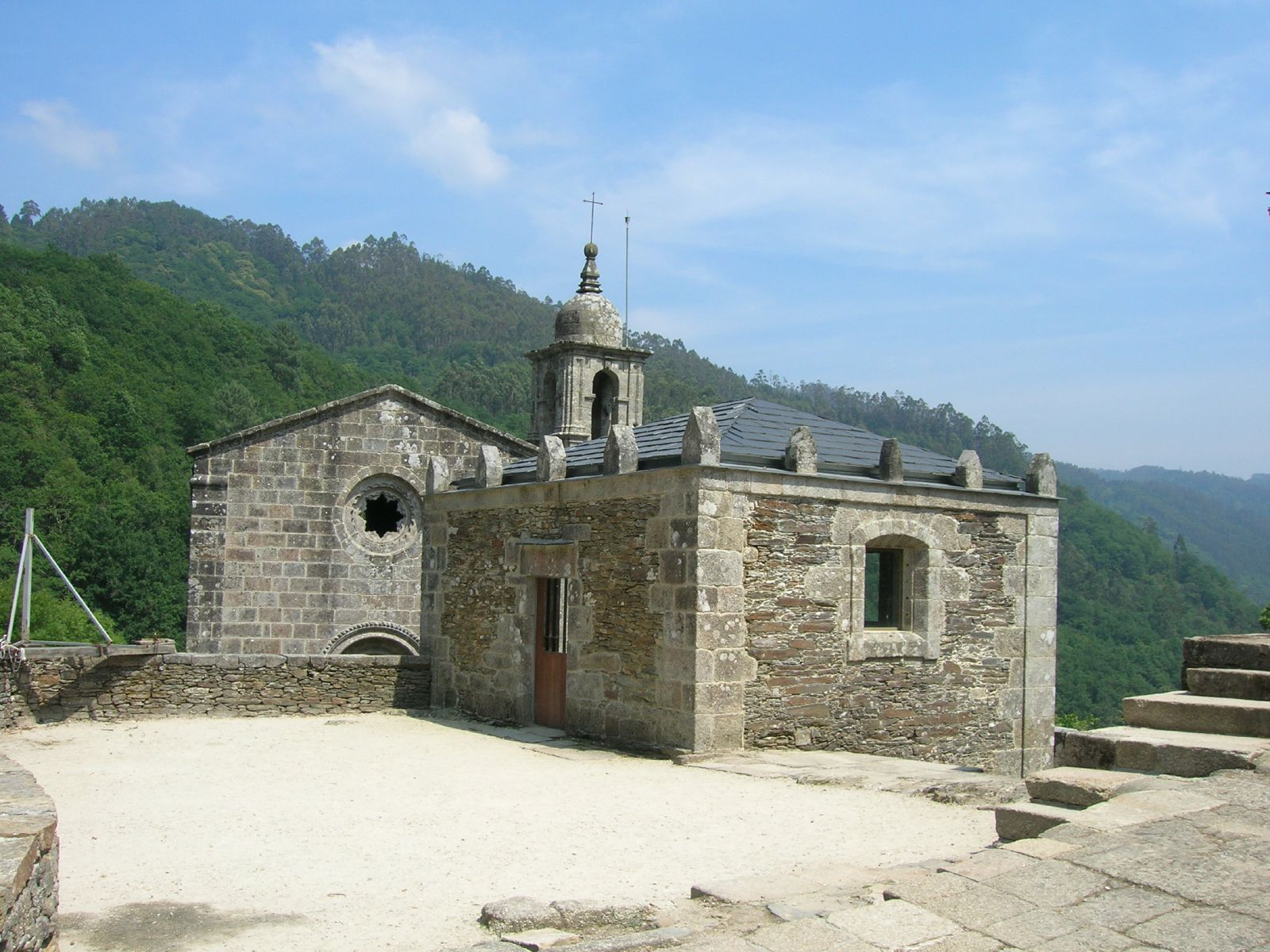
Монастир Сан-Хуан-де-Каавейро
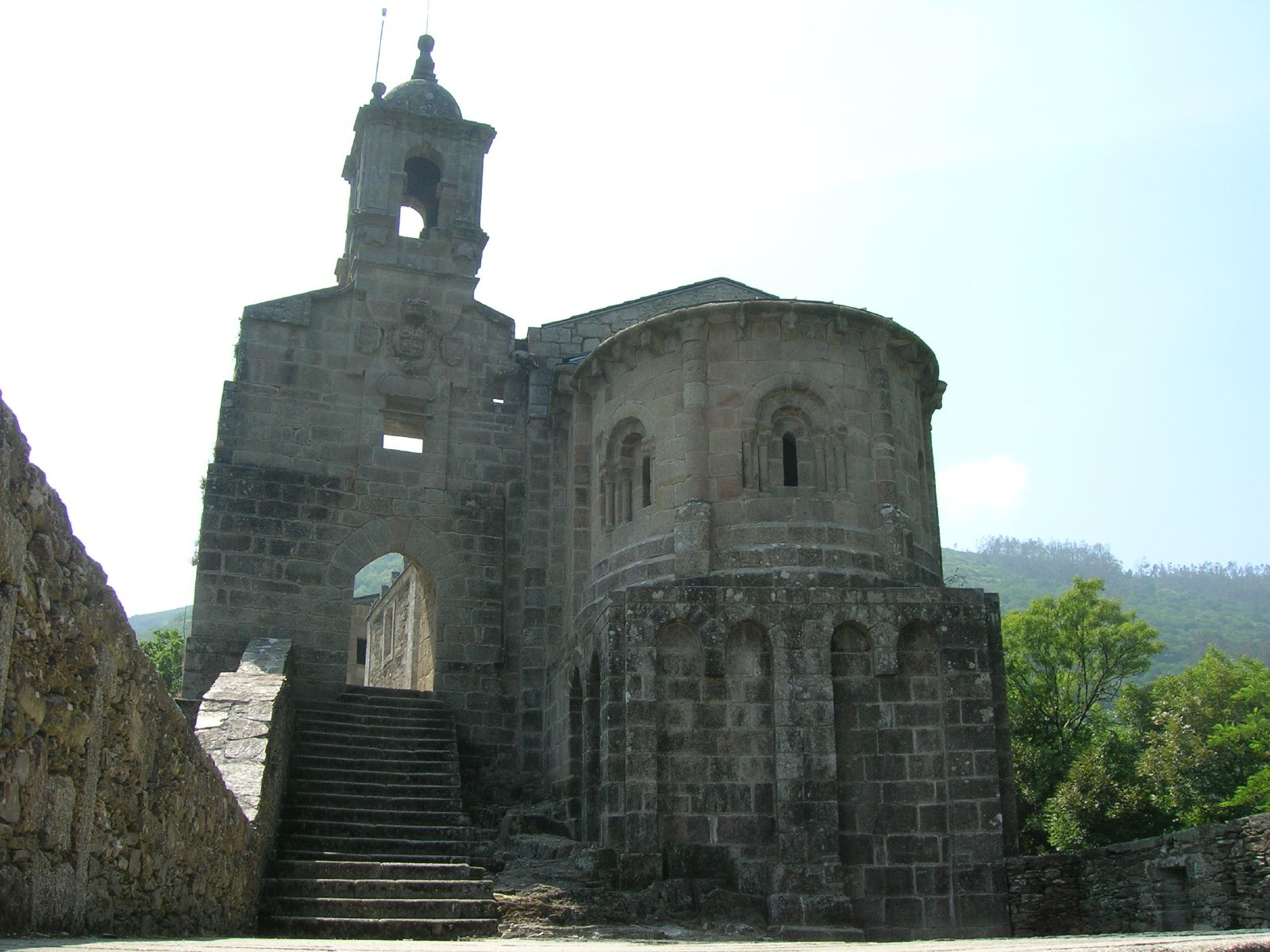
Монастир Сан-Хуан-де-Каавейро
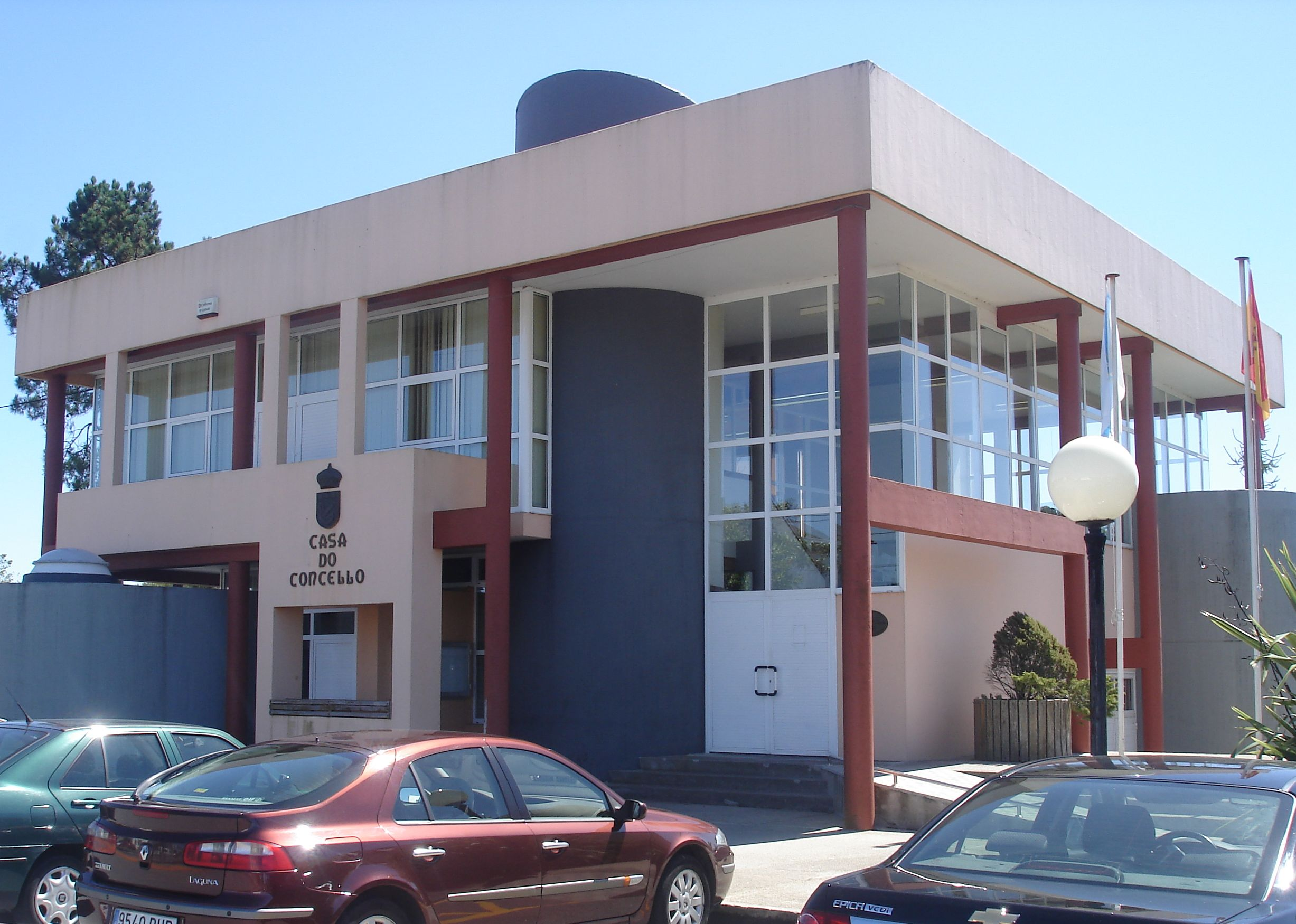
Будинок муніципальної ради